# 棒球菲律賓
棒球菲律賓（英語：Baseball Philippines），是菲律賓昔日曾存在的一個職業棒球聯盟，由start-up baseball circuit與菲律賓業餘棒球協會合作合資，並與Pureplay體育管理公司在2007年建立。
早期70年代菲律賓最受歡迎是著名馬尼拉灣棒球聯盟，解散後，80年代初期菲律賓棒球聯賽成立，但維持不久。之後菲律賓棒球維持地方組織或者菲律賓大學體育會（UAAP）以及私人組織泰坦棒球俱樂部，舉行區域及國家一級的棒球比賽。
此聯盟於2012年球季結束後解散。2019年，菲律賓業餘棒球協會創辦以大學球隊與業餘球隊為主的菲律賓棒球聯盟（Philippine Baseball League）。

## 球隊（2010年）
| 英文隊名 | 中文隊名       | 所屬省市 |
| -------- | -------------- | -------- |
|          | 巴淡加斯公牛隊 | 八打雁省 |
|          | Alabang老虎隊  |          |
|          | 宿霧海豚隊     | 宿霧省   |
|          | 塔吉格愛國者隊 |          |
|          | 馬尼拉鯊魚隊   | 馬尼拉市 |
|          | 奎松城天使隊   | 奎松市   |

1. ↑  From the wires. . Sports Interactive Network Philippines. 2019-01-05  [2019-01-14]. （原始内容存档于2022-02-10） （英语）.